# 関東コンビニエンス協同組合
関東コンビニエンス協同組合（かんとうコンビニエンスきょうどうくみあい）は、関東地方にボランタリー・チェーンのコンビニエンスストアを展開していた協同組合。略称はKC、KCS。

## 概要
1991年12月20日、歌川隆を理事長とし加盟会員64企業65店舗で発足した日本初のコンビニエンスストアの協同組合で、1994年11月には100店舗を達成した。展開地域は東京都、千葉県、埼玉県、茨城県の1都3県（2006年時点）だが、協同組合活動の認可は一都四県で取得している。
大手フランチャイズ店とは異なり、営業時間や休日・休暇、売上金管理、販売価格の決定などは自由で、加盟条件の出資金・システム使用料・開店指導料・教育料は合わせて90万円、月会費も月3万円と安くなっている。
2006年に総会議決により組合解散。

## 沿革
- 1991年（平成3年）
  - 9月 - チェーン運営を巡り東京コンビニエンスシステムから分離し、「TCS会」という名称で独自にチェーン活動を始める[3]。
  - 12月20日 - 「関東コンビニエンス協同組合」として認可され、正式発足する[3]。
- 1992年（平成4年）
  - 2月4日 - 東天紅 上野店で加盟店オーナーや取引先メーカー、問屋が参加した発足記念パーティを行う[8]。
- 1993年（平成5年）
  - 店舗デザインを新調し、ファサード看板は従来のものから白地に下から青・ピンク・緑のライン、看板中央に実をくわえた鳥とKCSの文字というものに、店舗の内装はオレンジ色から白色基調になる[2]。
  - 旧ニコマート加盟店の10店舗が加盟[1]。
  - 10月 - POSシステムを導入を希望店舗から開始する[1]。
- 1994年（平成6年）
  - 11月 - 契約100店舗を達成[6]。
- 1995年（平成7年）
  - 1月19日 - 東天紅 上野店で新年会を開催する[9]。
- 2006年（平成18年）
  - 10月27日 - 臨時総会議決により組合解散[10]。

## 店舗数
| 1992年1月  | 65店  |
| 1993年3月  | 71店  |
| 1993年9月  | 87店  |
| 1994年11月 | 100店 |